# Jordi Gené
Jordi Gené Guerrero, född 5 december 1970 i Sabadell, är en spansk racerförare. Han är bror till racerföraren Marc Gené.

## Racingkarriär

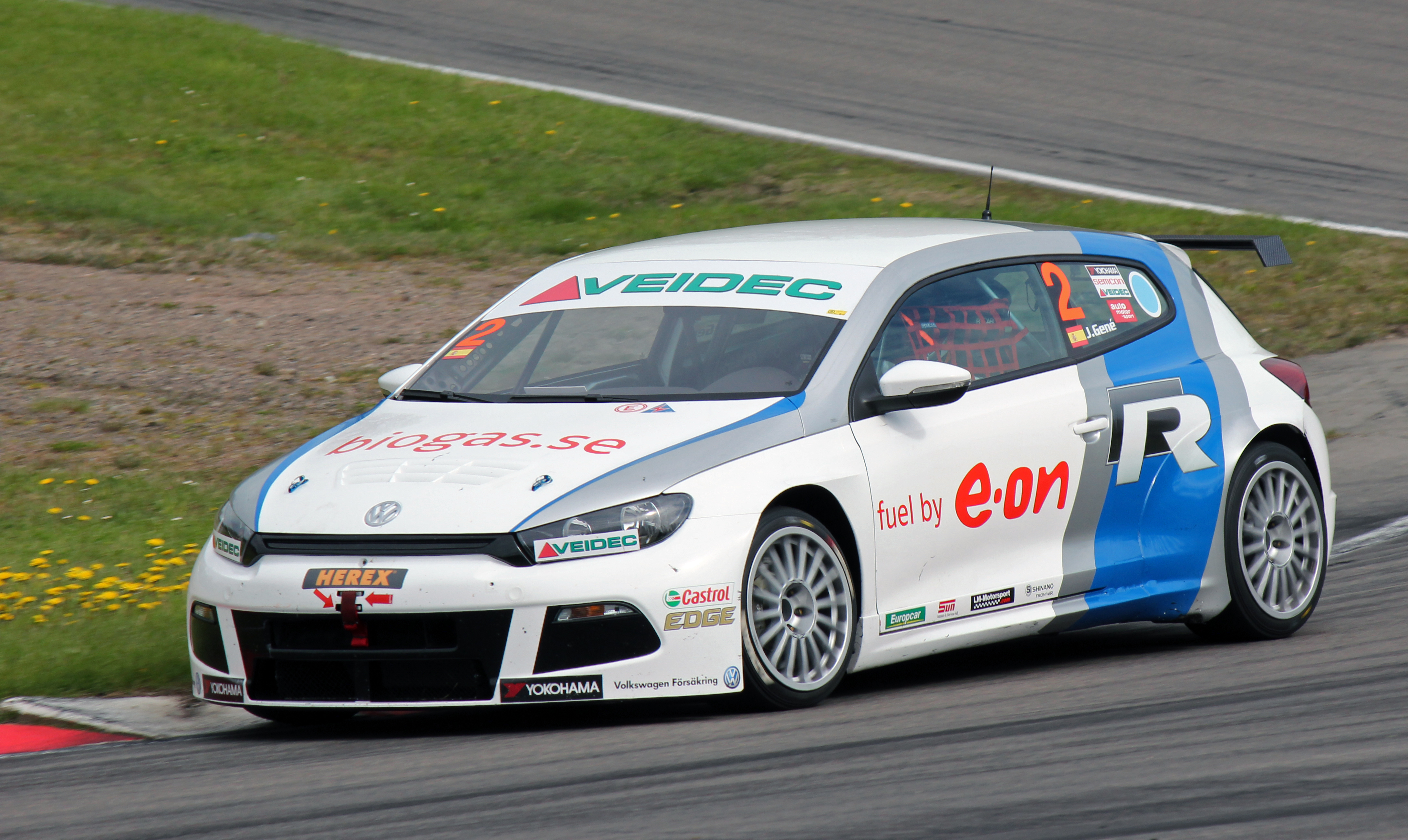
Jordi Gené i en Volkswagen Scirocco i Scandinavian Touring Car Championship på Ring Knutstorp 2012.

Jordi Gené körde i formel 3000 under tre säsonger i mitten av 1990-talet. Han tävlade i World Touring Car Championship mellan 2005 och 2010 i SEAT för SEAT Sport och därefter SR-Sport. Dessförinnan hade han kört i det europeiska mästerskapet, European Touring Car Championship, mellan 2002 och 2004.
Under säsongen 2012 kör Gené i det skandinaviska standardvagnsmästerskapet, Scandinavian Touring Car Championship. Detta gör han för Volkswagen Team Biogas i deras biogasdrivna Volkswagen Scirocco med Johan Kristoffersson som teamkamrat.